# 第1機械化歩兵旅団 (フランス陸軍)
第1機械化歩兵旅団（だいいきかいかほへいりょだん、1re brigade mécanisée：1re DB）は、フランス陸軍の旅団のひとつ。CFAT隷下の機械化歩兵旅団で司令部をマルヌ県のシャロン＝アン＝シャンパーニュに置く。旧第1機甲師団を元に改編された。2015年7月21日をもって解隊された。

## 沿革
- 1943年：5月、第1機甲師団が創設される。
- 1999年：旅団に改編される。
- 2015年7月21日: 解隊される。
- 2016年7月1日 : 第1部隊参謀部が3個旅団を隷下に置く師団司令部に改組、第1機甲師団に再編、名が引き継がれる。

## 編制
- シャロン＝アン＝シャンパーニュ駐屯地（マルヌ県）
  - 旅団司令部及び同付中隊
- Mourmelon(Châlons)駐屯地（マルヌ県）
  - 第501＝第503戦車連隊
- Golbey駐屯地（ヴォージュ県 エピナル郡）
  - 第1狙撃連隊
- Sarrebourg駐屯地（モゼル県）
  - 第1歩兵連隊
- Suippes駐屯地（マルヌ県）
  - 第40砲兵連隊
- シャルルヴィル＝メジエール駐屯地（アルデンヌ県）
  - 第3工兵連隊